# Saison 2021-2022 du Paris Football Club
Dernière mise à jour : 23/08/2020.
Chronologie
Saison précédente Saison suivante
La saison 2021-2022 du Paris Football Club, voit le club disputer la quatre-vingt-troisième édition du Championnat de France de football de Ligue 2, championnat auquel le club participe pour la cinquième fois depuis 1983, ceci après avoir terminé cinquième de Ligue 2 2020-2021.
Après une belle saison et une 4ème place, ponctuée de 19 victoires, le club se qualifie pour le premier tour des barrages. Ils accueillent le cinquième, Sochaux, contre qui ils s'inclineront 2 buts à 1, avec deux pénaltys ratés et un carton rouge.

## Play-off
|  | Barrages de Ligue 2 - Match 1 | Barrages de Ligue 2 - Match 1 | Barrages de Ligue 2 - Match 1 | Barrages de Ligue 2 - Match 1 |       |       | Barrages de Ligue 2 - Match 2 | Barrages de Ligue 2 - Match 2 | Barrages de Ligue 2 - Match 2 | Barrages de Ligue 2 - Match 2 |  |  | Barrages Ligue 1 | Barrages Ligue 1 | Barrages Ligue 1 | Barrages Ligue 1 |
|  |                               |                               |                               |                               |       |       |                               |                               |                               |                               |  |  |                  |                  |                  |                  |
|  |                               |                               |                               |                               |       |       |                               |                               |                               |                               |  |  |                  |                  |                  |                  |
|  |                               |                               |                               |                               |       |       |                               |                               |                               |                               |  |  |                  |                  |                  |                  |
|  |                               |                               |                               |                               |       |       |                               |                               |                               |                               |  |  |                  |                  |                  |                  |
|  |                               |                               |                               |                               |       |       |                               |                               |                               |                               |  |  |                  |                  |                  |                  |
|  |                               |                               |                               |                               |       |       |                               |                               |                               |                               |  |  |                  |                  |                  |                  |
|  |                               |                               |                               |                               |       |       |                               |                               |                               |                               |  |  |                  |                  |                  |                  |
|  |                               |                               |                               |                               |       |       |                               |                               |                               |                               |  |  |                  |                  |                  |                  |
|  |                               |                               |                               |                               |       |       |                               |                               |                               |                               |  |  |                  |                  |                  |                  |
|  |                               |                               |                               |                               |       |       |                               |                               |                               |                               |  |  |                  |                  |                  |                  |
|  |                               |                               |                               |                               |       |       |                               |                               |                               |                               |  |  |                  |                  |                  |                  |
|  |                               |                               |                               |                               |       |       |                               |                               |                               |                               |  |  |                  |                  |                  |                  |
|  | 18e L1                        | 18e de Ligue 1                | 0                             | 0                             |       |       |                               |                               |                               |                               |  |  |                  |                  |                  |                  |
|  | 18e L1                        | 18e de Ligue 1                | 0                             | 0                             |       |       |                               |                               |                               |                               |  |  |                  |                  |                  |                  |
|  |                               |                               | 3e L2                         | AJ Auxerre                    | 0     | 0     |                               |                               |                               |                               |  |  |                  |                  |                  |                  |
|  |                               |                               |                               |                               | 0     | 0     |                               |                               |                               |                               |  |  |                  |                  |                  |                  |
|  |                               |                               |                               |                               |       |       |                               |                               |                               |                               |  |  |                  |                  |                  |                  |
|  |                               |                               |                               |                               |       |       |                               |                               |                               |                               |  |  |                  |                  |                  |                  |
|  | 3e L2                         | AJ Auxerre                    | 0 (5)                         | 0 (5)                         |       |       |                               |                               |                               |                               |  |  |                  |                  |                  |                  |
|  | 3e L2                         | AJ Auxerre                    | 0 (5)                         | 0 (5)                         |       |       |                               |                               |                               |                               |  |  |                  |                  |                  |                  |
|  |                               |                               | 5e L2                         | FC Sochaux-Montbéliard        | 0 (4) | 0 (4) |                               |                               |                               |                               |  |  |                  |                  |                  |                  |
|  | 4e L2                         | Paris FC                      | 5e L2                         | FC Sochaux-Montbéliard        | 0 (4) | 0 (4) | 1                             | 1                             |                               |                               |  |  |                  |                  |                  |                  |
|  | 4e L2                         | Paris FC                      |                               |                               |       |       |                               | 1                             |                               |                               |  |  |                  |                  |                  |                  |
|  | 5e L2                         | FC Sochaux-Montbéliard        | 2                             | 2                             |       |       |                               |                               |                               |                               |  |  |                  |                  |                  |                  |
|  | 5e L2                         | FC Sochaux-Montbéliard        | 2                             | 2                             |       |       |                               |                               |                               |                               |  |  |                  |                  |                  |                  |
|  |                               |                               |                               |                               |       |       |                               |                               |                               |                               |  |  |                  |                  |                  |                  |

### Barrages de promotion
Le 5e au 3e de la Ligue 2 prennent part à des playoffs en matchs unique dont le vainqueur affronte le 18e de la Ligue 1 dans le cadre d'un barrage aller-retour pour une place dans cette division la saison suivante.
| Match 1                 | Paris FC                             | 1 - 2   | FC Sochaux-Montbéliard       | Stade Charléty, Paris                                                     |                                                                           |
| Mardi 17 mai 2022 20:30 | Siby 8e Name 4e · Alfarela 14e       | (1 - 1) | 45+1e Ambri · 90+2e Do Couto | Spectateurs : 8 000 Diffuseur : beIN Sports 1 Arbitrage : Jérémie Pignard | Spectateurs : 8 000 Diffuseur : beIN Sports 1 Arbitrage : Jérémie Pignard |
| Mardi 17 mai 2022 20:30 | Name 43e · Camara 67e · Iglesias 73e |         | 2e Diedhiou · 62e Weissbeck  | Spectateurs : 8 000 Diffuseur : beIN Sports 1 Arbitrage : Jérémie Pignard | Spectateurs : 8 000 Diffuseur : beIN Sports 1 Arbitrage : Jérémie Pignard |

## Parcours en coupes

### Coupe de France de football
Le Paris FC se lança en Coupe de France au 7ème tour contre Sedan au Stade Louis-Dugauguez, qu'ils remporteront aux pénaltys. Au tour suivant, le club étrillera 14-0 les joueurs de Cayenne, leur permettant d'aller en 32ème de finale. Dans un stade plein, des incidents éclatèrent et le corps arbitral du mettre fin au match les opposant à l'OL, causant par ailleurs l'élimination des deux clubs.

### Effectif professionnel actuel
Le tableau suivant dresse la liste des joueurs faisant partie de l'effectif du Paris FC.